# Phytools
Phytools (rozříšený název zní phytools: An R package for phylogenetic comparative biology (and other things)) je soubor programů pro fylogenetické analýzy ve statistickém programovacím jazyku R.

## Základní informace
Soubor programů phytools v programovacím jazyku R je určen pro výpočty různých fylogenetických analýz. Práce s fylogenetickými daty v prostředí R se rozmohla po vytvoření souboru programů Ape (Analysis of Phylogenetics and Evolution) R package. Na jehož bázi také soubor programů phytools funguje, stejně tak jako další balíčky – phangorn a geiger.  Samotný soubor programů phytools byl vyvinut až v roce 2012 a nabízí širší funkční využití než výše zmíněné. Balíček může běžný i pokročilý uživatel spustit v programu R i v dalších grafických rozhraních (R Studio, RKWard, R commander). Před prvním užitím se samozřejmě uživatel může uchýlit k vyvolání příkazu —helpphytools, kde uživatel dostane přehled příkazů, které balíček phytools umí. Stejně tak se může uživatel obrátit do podprobného manuálu, kde najde zhubra 172 příkazů/funkcí.

## Funkce

### Statistické funkce
Díky více než sto funkcím a příkazů lze vykonat s fylogenetickými daty a stromy mnoho analýz a také grafických úprav. Z celé řady lze jmenovat výpočet ancestrální strategie (pomocí příkazu anc.trend). Díky metodám založeným na metodě maximum likelihood ze studovat změny ve znacích, které probíhaly během evoluce (příkazy – brownie.lite, evol.vcv, fitDiversityModel a phylosig). Také umí analyzovat tzv. “rate shift” neboli  úrovně přeskoků/změn ve znacích na fylogenetickém stromě (evol.rate.mcmc). Pro testování statistických hypotéz ve fylogenetickém kontextu má též několik funkcí (příkazy – phyl.cca, phyl.pairedttest, phyl.pca a phyl.resid). V neposlední řadě také s tímto balíčkem mohou být vypočítány fylogenetické stromy pomocí přístupů parsimony supertree estimation (příkaz – mrp.supertree) a least-squares phylogeny inference (příkaz – optim.phylo.ls), také dokáže vypočítat matice pro další výpočty fylogenetických stromů v jiných programech.

### Grafické funkce
Balíček nabízí mnohé grafické úpravy fylogenetických stromů, většinu typů lze najít v článku o grafických metodách a blogu vývojáře, kde má více než tisíc článků.) Nicméně k základním možnostem, které balíček nabízí, patří zabarvování větví se společným předkem, 2D prostorové mapování znaku a času, může být mapováno i v 3D prostoru za spoluužití s balíčkem rgl. Lze projektovat a propojovat větve z fylogenetického stromu s mapou a geografickým prostorem (příkaz – geo.legend).

## Závěr
V současnosti se nachází všechny podrobné informace na stránce balíčku na doméně GitHub a na svém webu autor pravidelně přidává pravidelně spoustu rad a návodů k výpočtu různých fylofenetických analýz a grafických zpracování fylogenetických stromů. Balíček se mezi evolučními biology a fylogenetiky těší oblibě, doposud byl původní článek z roku 2012 citován podle GoogleScholar 2783× a po zadání hesla “phytools” v Google scholar dostaneme přes 3600 výsledků (k 31.8. 2019).